# 楠杆镇
楠杆镇，是中华人民共和国河南省信阳市罗山县下辖的一个乡镇级行政单位。

## 行政区划
楠杆镇下辖以下地区：
楠杆社区、楠杆村、蔡堆村、邵湾村、李寨村、田堰村、登楼村、石畈村、檀岗村、李岗村、岳楼村、魏湾村、郑堂村、马堰村、樊湾村和张岗村。